# NGC 5700
NGC 5700 في الفهرس العام الجديد، هي مجرة، تقع في كوكبة العواء. اكتشفت في 4 مايو 1877 .

## روابط خارجية
- NGC 5700 على موقع ويكي سكاي: DSS2, SDSS, GALEX, IRAS, Hydrogen α, X-Ray, Astrophoto, Sky Map, Articles and images